# Kibatalia stenopetala
Kibatalia stenopetala är en oleanderväxtart som beskrevs av Elmer Drew Merrill. Kibatalia stenopetala ingår i släktet Kibatalia och familjen oleanderväxter. Inga underarter finns listade i Catalogue of Life.